# Helmut Redies
Helmut Redies (* 18. November 1927 in Frankfurt am Main; † 1998) war ein deutscher Diplomat.

## Leben
Sein Vater Franz Redies (* 1900; † 2. Mai 1985) war Landrat und Direktor der I.G. Farben. Helmut Redies machte 1946 sein Abitur am Carl-Duisberg-Gymnasium in Leverkusen und studierte Rechtswissenschaft in Mainz. An der Universität Köln wurde er 1951 mit einer Arbeit über Die rechtliche Stellung der neuen Verwaltungsgerichtsbarkeit und ihr Verhältnis zur ordentlichen Gerichtsbarkeit promoviert. Er trat in den Auswärtigen Dienst ein, war als Legationsrat erster Klasse Vertreter des Botschafters in Montevideo und wurde am 23. Juli 1969 zum Botschaftsrat befördert.
Redies war 1972 Nahost-Referent im Bonner Außenministerium:

„Die Botschaft Kairo hat nunmehr angeregt, eine Gruppe von etwa 30 Angehörigen der Polizeiakademie in Kairo nach Beendigung der Olympischen Spiele, evtl. in den Monaten Oktober/November 1972 zu einer etwa 14tägigen Informationsreise in die Bundesrepublik einzuladen. Das Auswärtige Amt hält eine solche Einladung für sehr wünschenswert. […] In diesem Zusammenhang dürfte es von Interesse sein, daß die ägyptische Polizei während der Zeit des Abbruchs der Beziehungen nicht gerade die besten Erfahrungen mit ihren Beratern aus der DDR gemacht hat …“

Am 28. Februar 1973 wies Vortragender Legationsrat erster Klasse Redies Botschaftsrat Walter Georg Nowak in Beirut an, „in möglichst unauffälliger Weise“ wieder Verbindung mit Palästinensern aufzunehmen:

„Anliegen ist es, das offenbar noch immer bestehende unfreundliche Bild der Bundesrepublik bei den Palästinensern abzubauen zu suchen, um auf diese Weise gleichzeitig neuen Anschlägen in der BRD oder gegen deren Einrichtungen im Ausland entgegenzuwirken.“

Botschafter Nowak nahm am 19. März Kontakt auf und führte Anfang April 1973 ein Gespräch mit Muhammad Youssef al-Najjar.
Nahost-Referent Redies verfasste 1973 einen Bericht zur Energieversorgung für eine Reise von Willy Brandt zu US-Präsident Richard Nixon.
Im Januar 1977 hatte sich Redies als Leiter der Bonner Unterabteilung der Vereinten Nationen der deutschen UN-Vertretung gegenüber in einem Ferngespräch über die von der Bundesregierung als äußerst störend empfundenen namentlichen Verurteilungen in Resolutionen der GV wegen Kooperation mit Südafrika beklagt.
Von 1986 bis 1987 war Redies deutscher Botschafter in Kopenhagen/Dänemark.